# Półwiosek Lubstowski
Półwiosek Lubstowski – wieś w Polsce położona w województwie wielkopolskim, w powiecie konińskim, w gminie Ślesin.
| SIMC    | Nazwa    | Rodzaj    |
| ------- | -------- | --------- |
| 0297135 | Różopole | część wsi |

W latach 1975–1998 miejscowość administracyjnie należała do województwa konińskiego.